# Ameles wadisirhani
Ameles wadisirhani är en bönsyrseart som beskrevs av Johann Heinrich Kaltenbach 1982. Ameles wadisirhani ingår i släktet Ameles och familjen Mantidae. Inga underarter finns listade i Catalogue of Life.